# Eurythenes
Eurythenes es un género de anfípodos marinos de la familia Eurytheneidae.

## Especies
el género Eurythenes actualmente comprende 9 especies:
- E. aequilatus Narahara-Nakano, Nakano y Tomikawa, 2017[2]
- E. andhakarae d'Udekem d'Acoz y Havermans, 2015[3]
- E. gryllus Lichtenstein en Mandt, 1822[4]
- E. magellanicus H. Milne Edwards , 1848[5]
- E. maldoror d'Udekem d'Acoz y Havermans, 2015[3]
- E. obesus Chevreux, 1905[6]
- E. plasticus Weston, 2020[7]
- E. sigmiferus d'Udekem d'Acoz & Havermans, 2015[3]
- E. thurstoni Stoddart y Lowry, 2004[8]